# REC²
[REC]² is een Spaanse horrorfilm uit 2009 onder regie van Jaume Balagueró en Paco Plaza, die samen ook het verhaal schreven. De productie is het vervolg op [REC] uit 2007, die het duo ook samen maakte. Het verhaal van [REC]² gaat verder direct waar het in het eerste deel stopte.

## Verhaal
Een arts genaamd dr. Owen en vier leden van een zwaarbewapende speciale eenheid van de politie gaan het hermetisch afgesloten gebouw in. Dr. Owen heeft een bloedmonster nodig van het 'Medeiros meisje', om zo te kunnen werken aan een tegengif voor het virus, dat zich al in het hele gebouw verspreid heeft. Ondertussen hebben drie tieners een ingang in het gebouw gevonden via de kelders.
Uiteindelijk komen de tieners en het groepje van dr. Owen samen. Ook duikt reportster Ángela Vidal weer op. Onder haar leiding gaan ze samen naar de bovenste verdieping om 'het Medeiros meisje' te zoeken voor het tegengif. Ze vinden de geheime kamer in het penthouse als ze erachter komen dat de deur ervan alleen met behulp van de infraroodcamera zichtbaar is. Erachter treffen ze het Medeiros-meisje aan. 
Ángela doodt het Medeiros-meisje door haar hoofd eraf te schieten met een geweer. Uiteindelijk blijkt Ángela bezeten en doodt ze iedereen. Ze doet de stem van dr. Owen na door zijn portofoon om uit het gebouw te komen. Ze doet de valse melding dat de dokter ook geïnfecteerd is en achter moet blijven en dat zij de enige is die het heeft overleefd en het gebouw mag verlaten.

## Acteurs
- Ángela Vidal Manuela Velasco
- Dr. Owen Jonathan Mellor
- "Jefe" (the Boss) Óscar Sanchez Zafra
- Larra Ariel Casas
- Martos Alejandro Casaseca
- Rosso Pablo Rosso
- Jennifer Claudia Silva
- Jennifer's father Pep Molina
- Mire Andrea Ros
- Uri Àlex Batllori
- Tito Pau Poch
- Manu Ferran Terraza
- Conchita Izquierdo Martha Carbonell
- Álex David Vert

## Prijzen
Rec 2 ontving verschillende prijzen, waaronder Gaudi Awards voor 'Beste Montage', 'Beste Make-up', 'Beste Special Effects' en 'Beste Geluid'.